# Rijksbeschermd gezicht Wilhelminapark/Goirkestraat
Gezicht Wilhelminapark/Goirkestraat is een van rijkswege beschermd stadsgezicht in Tilburg in de Nederlandse provincie Noord-Brabant. De procedure voor aanwijzing werd gestart op 6 mei 2009 en op 7 maart 2014 werd de aanwijzing definitief. Het beschermd gezicht beslaat een oppervlakte van 25,8 hectare. Het omvat:
- Wilhelminapark.
- Een gebied tussen de Kuiperstraat en de Goirkestraat, tot aan Museum De Pont, gevestigd in de voormalige textielfabriek Thomas de Beer.
- De Goirkestraat zelf, met de Goirkese kerk en het omliggende complex van klooster en andere religieuze gebouwen en ook het Mommerscomplex, een voormalige textielfabriek waar nu  het TextielMuseum gevestigd is.

Belangrijke elementen in de beschermwaardigheid zijn de gaaf bewaard gebleven delen van de Goirkestraat, met de Goirkese kerk en het Mommerscomplex, alsmede het Wilhelminapark met de omliggende bebouwing van veelal luxueuze woningen. Een aantal textielbaronnen en andere industriëlen woonden hier op wandelafstand van hun fabrieken. Kerk, fabrieken en woningen zijn sterk verbonden met de bloeitijd van de textielindustrie in Tilburg gedurende de negentiende en twintigste eeuw en met het Rijke Roomse Leven.
Panden die binnen een beschermd gezicht vallen, krijgen niet automatisch de status van rijksmonument. Wel zal de gemeente het bestemmingsplan aanpassen om nieuwe ontwikkelingen in het gebied te reguleren. De gezichtsbescherming richt zich op de stedenbouwkundige en cultuurhistorische waardering van een gebied en wil het toekomstig functioneren daarvan veiligstellen.